# Sadoun Salman
Sadoun Salman (28 de agosto de 1977) é um futebolista profissional kuwaitiano que atua como meia.

## Carreira
Sadoun Salman representou a Seleção Kuwaitiana de Futebol, nas Olimpíadas de 2000. 